# Luis Alberto Cruz
Luis Alberto Cruz (Montevidéu,28 de Abril de 1923 - 1998) foi um futebolista uruguaio.
Lateral esquerdo, em sua época Center half, Teve fugazes passagens por Deportivo Juventud e Montevideo Wanderers, antes de chegar ao Nacional em 1946 para ser campeão uruguaio em 1946, 1947, 1950, 1952, 1955, 1956 e 1957.
Era um jogador muito técnico e sempre com grande sentido de colocação.Disputou o Campeonato Mundial de 1954 pela seleção uruguaia que ficou no quarto lugar.
Cruz, foi pela suas atuações considerado o melhor de sua posição no certame disputado na Suíça. Era chamado carinhosamente de Huevo.